# Il vendicatore (Forsyth)
Il vendicatore è un romanzo thriller scritto da Frederick Forsyth e pubblicato nel settembre 2003. Durante la guerra civile jugoslava, un giovane statunitense volontario in Bosnia, Richard Colenso, scompare misteriosamente mentre accompagna un collega bosniaco a visitare le rovine della sua casa.

## Trama
La guerra civile jugoslava è finita da cinque anni ma sulla sorte di Richard Colenso, detto Ricky, partito dagli USA per aiutare la popolazione civile straziata dalla guerra, non si hanno notizie. È rimasto vittima di un incidente? È stato ucciso da una banda di paramilitari serbi o musulmani oppure è scomparso volontariamente? Suo nonno materno Steve Edmonds, potente magnate minerario canadese e veterano della Battaglia d'Inghilterra, non vuole darsi per vinto della perdita del suo unico ed adorato nipote e si adopera per scoprire la verità sul destino del ragazzo. Una volta che un investigatore, l'ex membro delle forze speciali britanniche Philip Gracey, riesce ad avere la testimonianza diretta dell'uccisione del ragazzo e a ritrovare suo il corpo, anche il suo assassino viene identificato e subito Edmonds cerca di far valere la sua influenza presso gli ambienti politici di Washington affinché il colpevole dell'omicidio di un cittadino americano venga assicurato alla giustizia, ma non ottiene nulla perché nel frattempo il criminale serbo sembra essersi volatilizzato. Ventisei uomini delle agenzie di intelligence USA avevano letto il rapporto di ricerca del terribile assassino Zoran Žilić, braccio armato del leader serbo Slobodan Milošević, ed avevano risposto di non sapere dove fosse. Uno di loro mentiva. C'è solo un uomo che può riuscire nell'impresa di rintracciare e stanare il criminale, un uomo paziente, metodico ed implacabile la cui specialità è quella di assicurare alla giustizia i criminali che per un motivo o per l'altro l'hanno fatta franca. A quest'uomo sfuggente e misterioso, noto come il Vendicatore nei riservati ambienti dello spionaggio, Edmond affiderà la missione di fare giustizia: sarà lui a stringere il cerchio intorno all'inafferrabile assassino, dopo una caccia costellata da continui colpi di scena.
Il suo vero nome è Calvin Dexter, un avvocato ultracinquantenne ma ancora in ottima forma (fa regolarmente gare di triathlon); da giovane è stato in Vietnam, ha ricevuto varie decorazioni e nell'ultimo turno della ferma era un tunnel rat (letteralmente topo di galleria, soldati che scendevano nei tunnel della rete sotterranea vietcong per ripulirli e distruggerli); tornato in patria si è sposato e ha avuto una figlia di nome Amanda, ma la ragazza è morta a 16 anni dopo essere stata rapita e costretta a prostitursi da una gang latinoamericana; Dexter usò il suo addestramento per rintracciare i colpevoli fino a Panama e li uccise, però al ritorno scoprì che la moglie si era già suicidata per il dolore in sua assenza. Così si trasferì in una piccola città per ricominciare; ufficialmente è ancora un semplice avvocato, ma se qualcuno lo contatta chiedendo del Vendicatore, e fornisce molti soldi e una motivazione valida, Dexter lo aiuta dando la caccia a criminali che hanno eluso il sistema scappando o restando all'estero, e li riporta negli Stati Uniti dove saranno processati per crimini con cittadini statunitensi.
A complicare le cose ci si mette Paul Devereaux III, un agente CIA esperto della cultura araba ma dalla moralità flessibile ed estremamente patriottico, che ha lasciato sfuggire Žilić per poterlo usare in un suo progetto, l'Operazione Peregrine, messa in piedi per colpire un obiettivo ben più interessante: Osama bin Laden! La posizione ufficiosa della CIA è che Žilić, pur colpevole di crimini orribili, è poco importante rispetto ad un uomo che minaccia direttamente lo stile di vita americano!
Il Vendicatore riesce a rintracciare Žilić in Sud America e va a stanarlo nel suo complesso fortificato e presidiato da mercenari, mentre la CIA si impegna attivamente per impedirglielo; tuttavia una persona dentro l'agenzia lo informa anonimamente e Dexter riesce a stare avanti agli operativi CIA in vari modi; alla fine Dexter ha successo, cattura Žilić e lo porta a Key West, in territorio americano, consegnandolo alla polizia. A missione conclusa, si scopre che la talpa ignota è Kevin McBride, agente FBI distaccato alla task force di Deveraux, nonché superiore, mentore e compagno di Calvin Dexter in Vietnam. La data è il 10 Settembre 2001, il giorno che precede gli attentati alle Torri Gemelle!

## Edizioni in italiano
- Il vendicatore. Romanzo, traduzione di Annamaria Biavasco e Valentina Guani, Collana Omnibus, Milano, Arnoldo Mondadori Editore, giugno 2003,  p. 306. ISBN 88-04-51630-5
- Frederick Forsyth, Il vendicatore, traduzione di Anna Maria Biavasco e Valentina Guani, Mondadori, Milano 2004 ISBN 88-04-52917-2
- Frederick Forsyth, Il vendicatore, traduzione di Annamaria Biavasco e Valentina Guani, Mondadori, Milano 2004; Allegato a Panorama
- Frederick Forsyth, Il vendicatore, traduzione di Annamaria Biavasco e Valentina Guani, Collezione	Bestsellers 1492; Oscar Mondadori, Milano 2004 ISBN 978-88-04-53666-6
- Frederick Forsyth, Il vendicatore, traduzione di Annamaria Biavasco e Valentina Guani, Mondadori Editore, Milano 2006 Suppl. a: la Repubblica